# MP-353
MP-353 — травматический пистолет, разработанный Ижевским механическим заводом на основе боевого Пистолета Ярыгина.

## Описание
Принцип работы пистолета построен на основе свободного затвора, в отличие от боевого Пистолета Ярыгина, где автоматика основана на коротком ходе ствола. В соответствии с криминалистическими требованиями пистолет имеет в стволе две вварные преграды (зубы) конусовидной формы, не позволяющие выстрелить твёрдым предметом (боевой пулей). Ударно-спусковой механизм двойного действия, с открытым курком, позволяет вести стрельбу как самовзводом, так и с предварительным взводом курка. Пистолет имеет несъёмный ствол, закреплённый в затворе.

## Преимущества
Ввиду того, что Пистолет Ярыгина достаточно широко используется как в силовых ведомствах России, так и стрелками-спортсменами, этот пистолет представляет широкий интерес как для любителей оружия, так и для людей, уже знакомых с его боевым или спортивным аналогом.
- При отсутствии бракованных деталей пистолет имеет высокую конструктивную надежность.
- Хорошая (для травматического оружия) точность (в мишень размером 70 мм на 70 мм возможно попасть более чем с 7 метров).
- Эргономичная рукоятка, удобная для стрельбы как с одной, так и с двух рук.
- Плавный спуск, косвенно увеличивающий точность стрельбы.
- Двухсторонний переключатель предохранителя, позволяет комфортно использовать его как правшам так и левшам.
- Большой объём магазина (9 патронов), с учетом того, что законодательно в РФ разрешено нахождение в магазине лишь 10 патронов.
- Надежный «цельный» металлический затвор, который точно не треснет при застревании резиновой пули в стволе. Более того, при повторном выстреле с застрявшей в стволе пулей ломается только пластиковая оболочка пистолета, которую можно заменить.
- Низкая цена, относительно других крупногабаритных пистолетов (Т10/Т12/Грозы/АПС-М/МР-355)

## Недостатки
- Габариты пистолета накладывают некоторые ограничения и осложняют возможности его скрытого ношения.
- Высокая цена по сравнению с другими отечественными пистолетами (Макарыч, Оса), его минимальная розничная цена 18 000 рублей.
- Острые грани мушки, могут нанести повреждения: кобуре, рукам, одежде.
- Низкая доступность запасных частей.

Несмотря на большое количество просьб со стороны покупателей производитель наладил продажу запасных магазинов слишком поздно.
- Многих пугают: Размеры и надёжность крепления вварных преград (зубов) в стволе пистолета.

- Спорные прицельные приспособления, доставшиеся МР-353 от боевого аналога ПЯ «Грач»
- Высокая цена патрона .45 Rubber делает его слишком дорогим для спортивной и развлекательной стрельбы, по сравнению с патронами калибра: 9 PA, 10×22T.

Стоит заметить, что этот патрон сделан именно для травматического воздействия на живую цель, что объясняется бОльшим диаметром резинового шарика и меньшей плотностью по сравнению с 9 PA, 10×22T.

## Варианты и модификации
- MP-353 - модель под патрон .45 Rubber, производство начато в 2010 году. Первые партии пистолетов имели магазины на 7 патронов, в дальнейшем ёмкость магазина была увеличена до 9 патронов.
- MP-356 - модель под патрон 10х28 мм Т, в 2017 году демонстрационный образец пистолета был представлен на выставке "Армия-2017"